# Leah Luv
Mariah Perkins (Long Beach (Californië), 28 juli 1984), beter bekend als Leah Luv, is een Amerikaanse pornoactrice. Ze won talloze prijzen, waaronder de AVN Award 2007, de CAVR Award 2006 en FAME Award 2006 en 2007.
Ze begon in de entertainmentindustrie als exotische danseres en haar volwassen filmcarrière in juli 2003 als 19-jarige met haar eerste scène voor regisseur Ed Powers van World Modeling.
Ze heeft één zoon die ze kreeg op 17-jarige leeftijd. Zij en haar broer werden opgevoed door hun vader.